# ELinOS

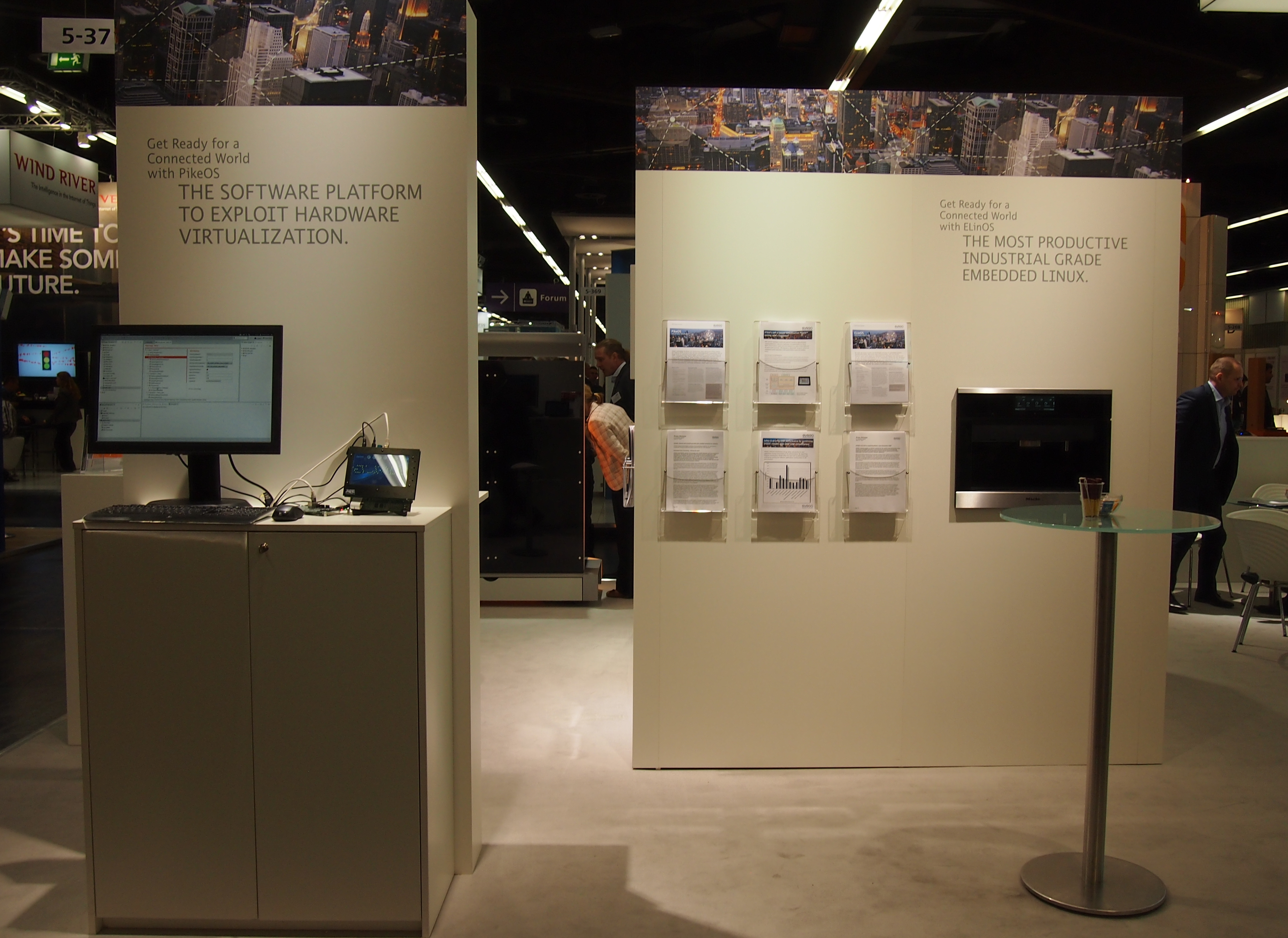
ELinOS at Embedded World 2014

ELinOS je komerční vývojové prostředí pro Embedded Linux.
ELinOS je tvořen linuxovou distribucí pro embedded systémy a vývojovými nástroji.